# Volvox globator
Volvox globator er en art af grønalger i slægten Volvox. Den blev oprindeligt beskrevet af Carl von Linné i hans værk Systema Naturae fra 1758. Volvox-arter er kolonidannende flagellater som lever i ferskvand. De danner op til 3 mm store kugler som består af 500-20.000 celler. Cellerne er indkasplet i en fælles geleagtig masse.